# Православие на Шпицбергене

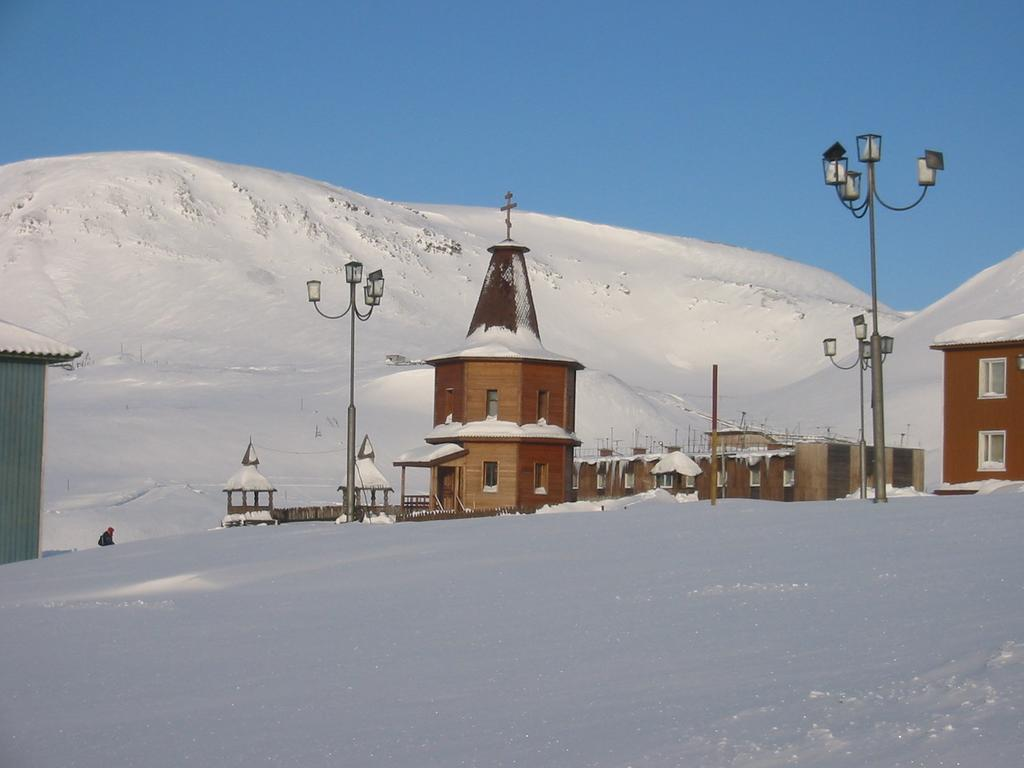
Русская православная церковь в Баренцбурге

Православие на архипелаге Шпицберген имеет старинные корни. Ещё в XVI веке там селились русские. Археологи находят на островах множество деревянных крестов. Предполагается, что на Шпицбергене бывали насельники Соловецкого монастыря. Начиная с XVIII века, действовал и старообрядческий скит. В XIX веке русские постепенно теряют влияние на этой территории и возвращаются лишь в советское время.
Православие же возрождается на архипелаге с 1989 года, когда возобновляются визиты на Шпицберген представителей духовенства. В 1997 году православных жителей острова в рамках визита в Норвегию посетил митрополит Кирилл. 3 августа
им была отслужена литургия.
В настоящее время на острове действуют домовая церковь Успения Богородицы при доме культуры в Баренцбурге и часовня в память погибших при катастрофе Ту-154М в 1996 году.
Несколько раз в году Русская Православная Церковь организовывает  пастырскую поездку православного священника в поселение Баренцбург. Поддержку оказывает лютеранская Церковь Норвегии.